# Sävenbom
Sävenbom (Juniperus sabina) är en barrväxt som tillhör ensläktet, vars utbredning omfattar centrala, östra och södra Europa, och västra och centrala Asien, från Turkiet, Kaukasus och norra Iran till norra Kina.
Sävenbom odlas i trädgårdar som en vintergrön barrbuske för prydnad. Förr odlades sävenbom även som medicinalväxt, en användning var som abortmedel. Den har odlats i Norden sedan 1300-talet. 
Sävenbom har det speciella kännetecknet att barren doftar som svarta vinbärsblad om de gnids mellan fingrarna. Växtsättet hos odlade former är krypande och de används som marktäckare på torra platser. De flesta odlade sorter är knappt meterhöga buskar, men variationer i höjd från endast omkring 50 centimeter till omkring 2 meter finns. Buskarna kan bli mycket breda, även om de växter långsamt. På sina ursprungliga växtplatser kan vildformen bli upp mot 4 meter hög. Den högvuxna vildformen har mindre buskig och mer upprätt växt, mer likt ett träd.
Hela växten innehåller sävenbomolja, särskilt grenspetsarna och bladen. Denna olja är starkt irriterande på slemhinnor och hud. Även bären är giftiga. Förtäring av sävenbom ger blodiga kräkningar och blodiga diarreer. I 1800-talets USA såldes abortframkallande preparat där sävenbom ingick.
Sävenbom fungerar som mellanvärd för päronrost (Gymnosporangium sabinae/fuscum) och odling frånrådes därför.